# Écône

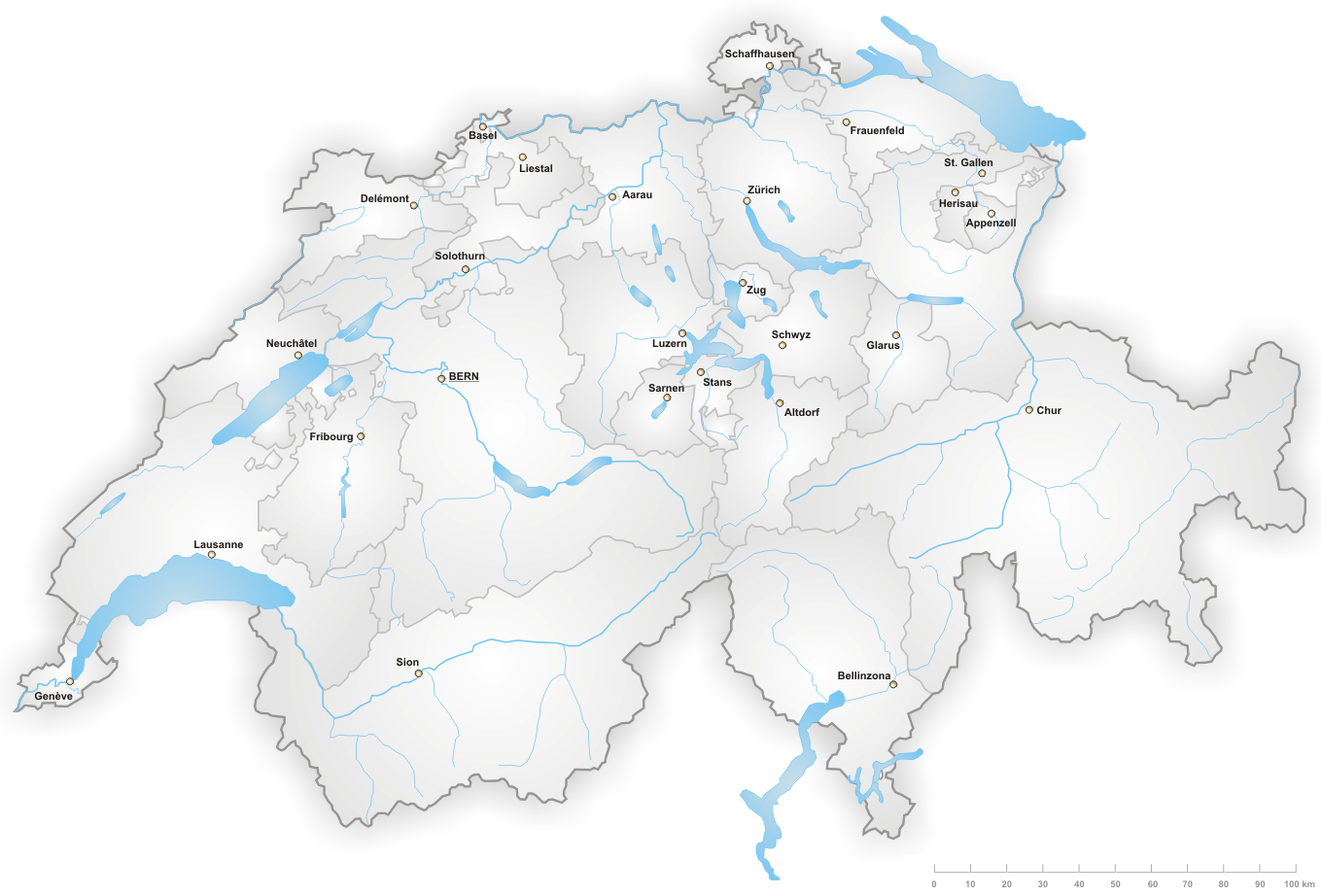
Localização de Écône

Écône é uma aldeia suíça da comuna de Riddes, na margem esquerda do Rio Ródano, no distrito de Martigny, no Cantão de Valais. Se encontra encravada entre Saxon e Riddes na parte suíça dos Alpes Peninos ou valaisianos.

## História
Na época do Império Romano o local era uma vila de propriedade de um certo Esquinus, donde ter sido chamada pelo nome latino de Esquinia. Em 1320, era chama de Escon; mais tarde, de: Econaz, Econna e Ícone.
No século XIII, pertencia à família von Turn. Em 1302, Peter von Turn a vendeu aos monges de São Bernardo, que, mais tarde, aí instalaram uma escola agrícola que funcionou até 1922. Em 1968 o local foi vendido a particulares, sob o comando do Conselheiro Guy Genoud. Em 1970 passou para Fraternidade Sacerdotal de São Pio X.
Neste local, em 1971, Monsenhor Marcel Lefebvre fundou o Seminário Internacional da Fraternidade Sacerdotal São Pio X, uma das seis casas de formação que possui a Fraternidade Sacerdotal de São Pio X (FSSPX), porém o nome Écône é utilizado, algumas vezes para identificar o movimento fundado por Monsenhor Lefebvre. De fato, na Suíça, quando se fala em "Écône", costuma-se referir à Fraternidade Sacerdotal de São Pio X, em seu conjunto com o seminário e a aldeia.